# Nikolai Wladimirowitsch Nekrassow
Nikolai Wladimirowitsch Nekrassow (Esperanto: Nikolao Vladimiroviĉ Nekrasov, Russisch: Николай Владимирович Некрасов; * 18. Dezember 1900 in Moskau, Russisches Kaiserreich; † 4. Oktober 1938 in der Sowjetunion, hingerichtet) war ein Esperanto-Schriftsteller und -Übersetzer.

## Biografie
Nikolai Nekrassow war Journalist und arbeitete für den Verlag Der Moskauer Arbeiter. 1915 wurde er Esperantist. Von 1918 bis 1919 war er Vorsitzender der Tutrusia Ligo de Junaj Esperantistoj (Allrussischer Verband Junger Esperantisten) und Redakteur der Zeitschrift Juna Mondo (Junge Welt), die er auch selbst in der Druckerei setzte. Am 1. Juni 1922 gründete Nekrassow gemeinsam mit Gregor Demidjuk die Kulturzeitschrift La Nova Epoko (Das neue Zeitalter), die ein Organ der Sennacieca Asocio Tutmonda (SAT) wurde. 1923 wurde er Mitglied des Zentralkomitees des Sovetrespublikara Esperantista Unio (SEU; Esperantistenbund der Sowjetunion), der damals von Ernest Dresen geleitet wurde. Er beschäftigte sich vor allem mit Geschichte und Kritik der Esperantoliteratur, der Ideologie der proletarisch-revolutionären Esperantobewegung, der nationalen Frage und der „Kosmoglottik“ (d. h. der Interlinguistik der Plansprachen).
Nekrassow veröffentlichte mehrere Aufsätze über die Esperantoliteratur in La Nova Epoko (u. a. über Julio Baghy, Hendrik Bulthuis, Theo Jung, N. I. Chochlow, Je. Io. Michalski und Stanislav Schulhof). Seine Kritik ging vor allem von einem soziologischen Standpunkt aus, schenkte gleichzeitig aber auch den sprachlichen Aspekten der Werke große Bedeutung.
Anfang der 1930er Jahre war Nekrassow aktiv an der Zusammenstellung und Vorbereitung von Material über Literatur für die Enciklopedio de Esperanto beteiligt. Er veröffentlichte auch mehrere Briefe von Ludwig Zamenhof.
Nekrassow war ein Mitbegründer der Internacia Asocio de Revoluciaj Esperantaj Verkistoj (IAREV, Internationaler Verband der Revolutionären Esperanto-Schriftsteller) im Jahr 1931 und Redakteur seiner ersten Zeitschrift, La Nova Etapo (Die neue Etappe).
Nekrassow meinte, dass er in seinen eigenen Gedichten den russischen Symbolisten folgte, vor allem Waleri Ja. Brjussow, und sich deshalb vor allem um stilistisch-sprachliche Reinheit bemühte. Als sein größtes eigenes Werk gilt das Poem Kazanovo (oder Casanova), das nach Aussage von Personen, die das Manuskript lasen, Poesie höchsten Niveaus war. Anfang der 1960er Jahre existierte noch eine Kopie des Manuskriptes, doch später ging es spurlos verloren.
1931 wurde Nekrassow verhaftet, beschuldigt, „eine faschistische, terroristische Spionage-Organisation von Esperantisten zu organisieren und anzuleiten“; am 4. Oktober 1938 wurde er dafür erschossen. Sein Archiv und seine Bibliothek wurden vernichtet, wodurch wohl zahlreiche seiner noch nicht veröffentlichten Werke und Übersetzungen verloren gingen.
Am 26. Januar 1957 wurde Nekrassow rehabilitiert.

## Werke

### Übersetzungen

#### Lyrik
- Kupra rajdanto (Der eherne Reiter) von Alexander Puschkin.
- Eŭgeno Onegin (Eugen Onegin), von Alexander Puschkin, SAT, 1931.
- Dekdu (Die Zwölf) und Najtingala ĝardeno von Alexander Blok
- Blanka cigno und La mortaj ŝipoj von Konstantin D。 Balmont
- Nubo en pantalono und Suno von Wladimir W. Majakowski
- Monna Liza von Michail P. Gerassimow
- Socialismo und Patrino von Alexander I. Besymenski

#### Prosa
- La Ruĝa Stelo (Der rote Planet / Der rote Stern) von Alexander A. Bogdanow, SAT, 1929 (Mitübersetzer).
- La vojo de formiĝo kaj disvastiĝo de la lingvo internacia von Ernest K. Dresen, SAT, 1929.

### Eigene Schriften

#### Lyrik
- Fablo pri ĝilotinŝraŭbeto, in Sennacieca Revuo, Nachdruck in Mortopuno.
- Testamento de Satano.
- Verda flamo.
- Krono de sonetoj pri Esperanto, Gedichtband.
- Mi moskvano, in Internacia Literaturo.

#### Prosa
- Bibliografio de Esperantaj presaĵoj en USSR dum 12 jaroj de la revolucio 1917-1928, Moskau, 1928.
- Tra USSR per Esperanto.
- Zahlreiche Aufsätze über Esperantoliteratur in La Nova Epoko